# イランと北朝鮮の関係
イランと北朝鮮の関係（ペルシア語: روابط ایران و کره شمالی、朝鮮語: 조선민주주의인민공화국-이란 관계、英語: Iran–North Korea relations）を両国の国営通信社は前向きであると表現している。

## 歴史
イランと北朝鮮両国は1979年のイラン革命で国交を樹立、1980年10月に北朝鮮はイラン・イラク戦争でイランを支援したことを理由にイラクから断交されており、共産圏とイランの間の兵器取引の仲介を務めると同時に自国製兵器をイランに売却することにより軍事的協力は始まった。シャハブ3はノドンをもとに開発されたと考えられている。教育・科学・文化面における協力も表明し、同様にイランの核開発計画での協力も報道されており、米国は両国の兵器取引を強く懸念してきた。
北朝鮮は今もイランにミサイルや核技術の売却を続けているとの見方があるが、2011年5月にイランのアフマド・ヴァヒーディー国防軍需大臣は、「イランは防衛産業において完全に自給自足を達成しており、他国の協力を必要としていない」と述べ、両国間におけるミサイル技術取引の存在を否定、イラン外務省のラーミーン・メフマーンパラスト報道官も2012年12月の記者会見で、核やミサイルで両国が協力関係にあるとの報道を根拠がないものとして否定している。なお、自国での人工衛星打ち上げは、イランが北朝鮮に先んじて2009年に成功させている。ジョージ・W・ブッシュ前米大統領が唱えた（イラクを除く）「悪の枢軸」の2国の関係は、今も変わらず多くの懸念を生み出している。
2013年2月12日の北朝鮮による核実験後の記者会見でイラン外務省のメフマーンパラスト報道官は「いかなる国も核の軍事利用を行ってはならない」と述べ、間接的に北朝鮮を批判した。
しかし、その後複数の、中距離弾道ミサイルに搭載可能な小型核弾頭の開発責任者を含むイラン人科学者が立ち会った可能性が浮上。打診したのはイラン側で、対価として数千万ドル相当を中国の人民元で提供するとの条件を提示した、と報道された。
2017年1月28日にイランが発射した中距離弾道ミサイルは、ムスダンとみられている。
イランの元情報通信技術大臣であるモハンマドハサン・ナーミーは、北朝鮮の金日成総合大学で博士号を取得した人物である。

## 外交使節

### 駐イラン北朝鮮大使
- キム・ジョンナム（2000年11月7日任命）[15]
- キム・チャンリョン（2004年1月8日任命）[16]
- 趙仁徹（チョ・インチョル、2010年5月22日任命）[17]
- 姜三賢（カン・サミョン、2014年12月18日任命）[18]

### 駐北朝鮮イラン大使
- ハサン・ターヘリヤーン（ドイツ語版）（1992～1993年）
- アリーアスガル・ナハーヴァンディヤーン
- モハンマド・ガンジードゥースト（2001年2月23日まで）[19]
- ハサン・ターヘリヤーン（ドイツ語版）（再任、2002年）
- ジャラーロッディーン・ナミーニー・ミヤーンジー[20]
- モルテザー・モラーディヤーン（2008[21]～2012年）
- マンスール・チャーヴォシー（2012[22]～2016年）
- セイイェド・モフセン・エマーディー（2017年～）[23]

## その他
- リ・ウォンイル、朝鮮－イラン友好協会会長[20]
- アヌーシーラヴァーン・モフセニー・バンドペイ（ペルシア語版）、イラン朝鮮親善議員団委員長[24]
- ハサン・モフタシャミー・ホジャステフ、元駐朝UNFPA代表（2018～2021年）のイラン人医師[25][26][27]